# Billy Martin (Baseballspieler)
Alfred Manuel „Billy“ Martin (* 16. Mai 1928 in Berkeley, Kalifornien; † 25. Dezember 1989 in Johnson, New York) war ein US-amerikanischer Baseballspieler und -manager in der Major League Baseball (MLB). Seine Spitznamen waren „The Brat“ und „Billy the Kid“.

## Leben
Billy Martin startete seine Karriere als Second Baseman bei den New York Yankees 1950. Seinen größten sportlichen Erfolg feierte er in der World Series 1953 als MVP. 1957 musste er von den Yankees zu den Kansas City Athletics wechseln, da sein angeblich ausschweifender Lebensstil negative Auswirkungen auf seine Mannschaftskameraden, vor allem Whitey Ford und Mickey Mantle, gehabt habe. Weitere Stationen in Detroit, Cleveland, Cincinnati und Milwaukee folgten, bevor er 1961 bei den Minnesota Twins seine Karriere als Spieler beendete.
Seine Managerkarriere in den Majors begann 1969 bei den Minnesota Twins. Hier errang er mit seinem Team gleich den Divisionstitel. Allerdings wurde er nach der Saison gefeuert, da er eine Auseinandersetzung mit einem seiner Pitcher hatte. Von 1971 bis 1973 arbeitete er bei den Detroit Tigers, wurde dort aber entlassen, da er seine Werfer aufforderte, auf die Schlagmänner zu werfen. Im nächsten Jahr übernahm er die Texas Rangers, die er vom letzten Platz in ihrer Division auf Platz 2 führte. Aber auch hier wurde er im zweiten Jahr entlassen.
1975 kehrte er zu den Yankees zurück, wo ihn eine beispiellose Berg- und Talfahrt als Manager erwartete. 1976 und 1977 führte er die Yankees in die World Series, die er 1977 gegen die Los Angeles Dodgers gewinnen konnte. Dann legte er sich mit Reggie Jackson und dem Besitzer der Yankees, George Steinbrenner, an und trat von seinem Posten zurück. Bereits 1979 war er wieder Manager der Yankees, prügelte sich aber kurze Zeit später mit einem Marshmallowverkäufer im Stadion und wurde entlassen. Von 1981 bis 1982 trainierte er die Oakland Athletics.
1983, 1985 und 1988 waren erneut die Yankees sein Arbeitgeber, jedoch nie länger als eine Saison. Seit dem 10. August 1986 wird Martins Rückennummer 1 von den Yankees nicht mehr vergeben und eine Plakette wurde im Monument Park des Yankee Stadium angebracht. Martin sagte in seiner Dankesrede: „Ich bin wohl nicht der größte Yankee, aber der stolzeste“.
Am 25. Dezember 1989 starb Billy Martin im Alter von 61 Jahren bei einem Autounfall in Johnson, New York. Seine letzte Ruhestätte befindet sich auf dem Gate of Heaven Cemetery in Hawthorne, New York.